# Dirceu Ten Caten
Dirceu Ten Caten Pies (Marabá, 6 de novembro de 1989) é um advogado e político brasileiro, filiado ao Partido dos Trabalhadores (PT) e atualmente deputado estadual do Pará, cargo que exerce desde 2015.

## Biografia
Nasceu em Marabá, no estado do Pará, em 6 de novembro de 1989. É filho dos ativistas sociais Bernadete Ten Caten e Luiz Carlos Pies.

### Percurso acadêmico
Formou-se no curso de direito pelo Centro Universitário do Pará (CESUPA) e posteriormente realizou uma pós-graduação em direito público pela LFG e outra em gestão de políticas públicas na Universidade Estadual de Campinas (Unicamp).

### Carreira política
Começou sua militância política, aos 14 anos de idade, na Pastoral Católica da Juventude em Marabá, ligada a Diocese de Marabá. Com 15 anos, já militando nas bases juvenis do Partido dos Trabalhadores (PT), foi coordenador regional da Juventude Cabocla Socialista do Pará (JCSP), e em 2012 fundou a Casa da Juventude de Marabá (Cajum).
Filiou-se ao PT ainda na década de 2000, por influência dos pais (fundadores do partido na região). No ano de 2014, concorreu pela primeira vez ao cargo de deputado estadual do Pará sendo eleito com 32.930 votos.
Em 2018, foi reeleito ao cargo com 59.600 votos, sendo o petista mais votado no pleito. No ano de 2022, concorreu novamente ao cargo de deputado estadual, sendo reconduzido ao cargo após conquistar 66.397 votos.

## Desempenho eleitoral
| Ano  | Cargo                     | Votos  | Resultado  | Ref.   |
| ---- | ------------------------- | ------ | ---------- | ------ |
| 2014 | Deputado estadual do Pará | 32.930 | Eleito     | [ 6 ]  |
| 2018 | Deputado estadual do Pará | 59.600 | Eleito     | [ 10 ] |
| 2022 | Deputado estadual do Pará | 66.397 | Eleito     | [ 11 ] |
| 2024 | Prefeito de Marabá        | 20.299 | Não eleito | [ 12 ] |